# La Voz (programa de televisión colombiano)
La voz Colombia es un formato televisivo de talento musical, basado en el concurso de talento The Voice creado por John de Mol en Países Bajos. La ganadora de la primera temporada fue Miranda Cardona y el ganador de la segunda edición fue Camilo Martínez.
Debido a una cláusula del contrato firmado entre Caracol y Talpa (productora dueña del formato), el programa no se emite en su señal internacional aparte en España y Ecuador, en el cual fue una causa especial.
De la primera temporada se lanzó el álbum Lo mejor de La voz... Colombia, grabado por 12 de los participantes, y puesto en venta en el país, donde fue certificado disco de platino.
En Ecuador la cadena Ecuavisa transmitió la primera temporada, convirtiéndose en una de las primeras versiones de The Voice en transmitirse internacionalmente. Además, se emitió por el Canal de Vida, una cadena de Talpa en la cual se transmiten todas las adaptaciones del formato en el mundo.[cita requerida]

## Etapas

### Etapa 1: Las audiciones a ciegas

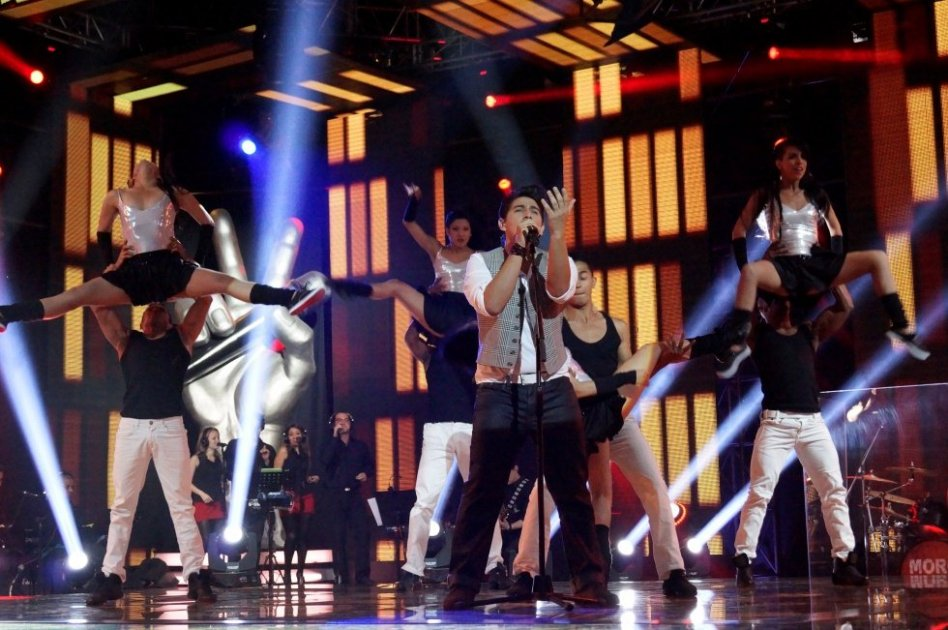
El participante de la primera temporada Joan Alarcón en un show en vivo.

Esta es la primera etapa los cuatro entrenadores estarán de espaldas a los participantes y se guiarán únicamente por su voz. Si la voz del concursante conquista al entrenador, este oprime un botón que hará girar la silla en la que el experto se encuentra y quedará de frente al participante. De esta manera demostrará que desea que este participante forme parte de su equipo. Si más de un entrenador oprime el botón, el participante tendrá la opción de decidir con cual de los entrenadores quiere entrenarse en esta competencia; pero si un entrenador es el único que oprime el botón, automáticamente, el concursante se va a su equipo. Si ninguno de los entrenadores oprime el botón, significa que el participante no ha sido seleccionado.

### Etapa 2: Las batallas
Para las temporadas 1 y 2, en esta etapa los entrenadores se vieron obligados a reducir su equipo a la mitad. Debieron enfrentar a dos de sus integrantes los cuales cantaron en un ring. Al final cada entrenador tomaba la decisión de eliminar a uno de ellos, quien abandonaba la competencia. En esta fase los entrenadores son asesorados por otros cantantes. Para La voz Kids, los entrenadores deben enfrentar a tres de los integrantes de su equipo y eliminar dos después de cada batalla.

### Etapa 3: Shows en vivo
Cada concursante deberá cantar para los entrenadores. Al final del programa, cada entrenador estará en la obligación de elegir a los salvados de su equipo. La eliminación consta de los dos nominados en riesgo de cada semana, el público deberá salvar a unos de los nominados y los otros dos cantaran la canción con la que se presentaron en el show. El entrenador elegirá el eliminado. Cuando el equipo es reducido a 3, el entrenador anuncia quien se va a la siguiente ronda, donde el concursante espera a que el público elija de los dos nominados que quedaron, ya que entre el y el que quede, se enfrentan para representar al entrenador, ya que en cada equipo, solo habrá uno para el final.

## Entrenadores

### Primera temporada
| Nombre           | Edad    | Descripción                        | Estilo musical                                         | Asesores            |
| ---------------- | ------- | ---------------------------------- | ------------------------------------------------------ | ------------------- |
| Carlos Vives     | 63 años | Cantante Vallenato colombiano.     | Pop latino, Rock latino, Tropical, Vallenato y Cumbia. | Maía                |
| Ricardo Montaner | 67 años | Cantante Pop argento-venezolano.   | Pop latino y Balada.                                   | Mau y Ricky         |
| Andrés Cepeda    | 52 años | Artista consagrado colombiano.     | Pop-rock, Rock latino, Balada pop y Bolero.            | Amaury Gutiérrez    |
| Fanny Lu         | 52 años | Estrella internacional colombiana. | Pop, Tropipop y Pop latino.                            | Gilberto Santa Rosa |

### Segunda temporada
| Nombre              | Edad    | Descripción                                | Estilo musical                              | Asesores       |
| ------------------- | ------- | ------------------------------------------ | ------------------------------------------- | -------------- |
| Gilberto Santa Rosa | 62 años | Cantante Salsero puertorriqueño.           | Salsa, Bolero y Balada romántica.           | Kany García    |
| Ricardo Montaner    | 67 años | Estrella internacional argento-venezolano. | Pop latino y Balada.                        | Mau y Ricky    |
| Andrés Cepeda       | 52 años | Artista consagrado colombiano.             | Pop-rock, Rock latino, Balada pop y Bolero. | Kike Santander |
| Fanny Lu            | 52 años | Estrella internacional colombiana.         | Pop, Tropipop y Pop latino.                 | Luis Fonsi     |

Para la segunda temporada Carlos Vives anunció que, debido a varias giras y compromisos adquiridos anteriormente, no podría participar como entrenador, por lo cual "El caballero de la salsa" Gilberto Santa Rosa, quien fue asesor de Fanny Lu en la edición anterior, entró a formar parte del panel de coaches, mientras que Vives no se alejó del formato pues fue asesor de la reconocida cantante Malú en la segunda temporada de La voz (España).

### Galería

Jueces originales de La voz Colombia
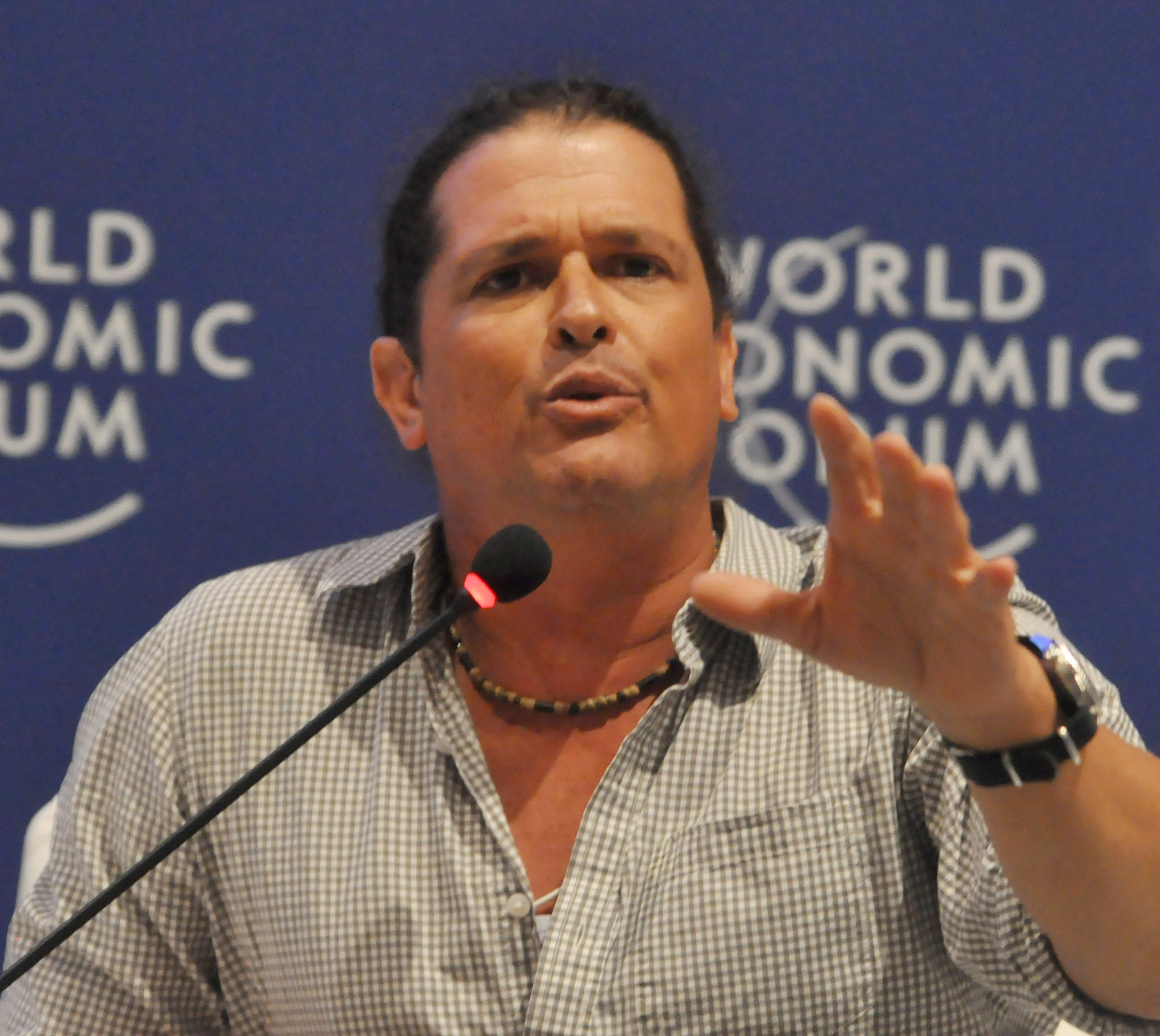
Carlos Vives
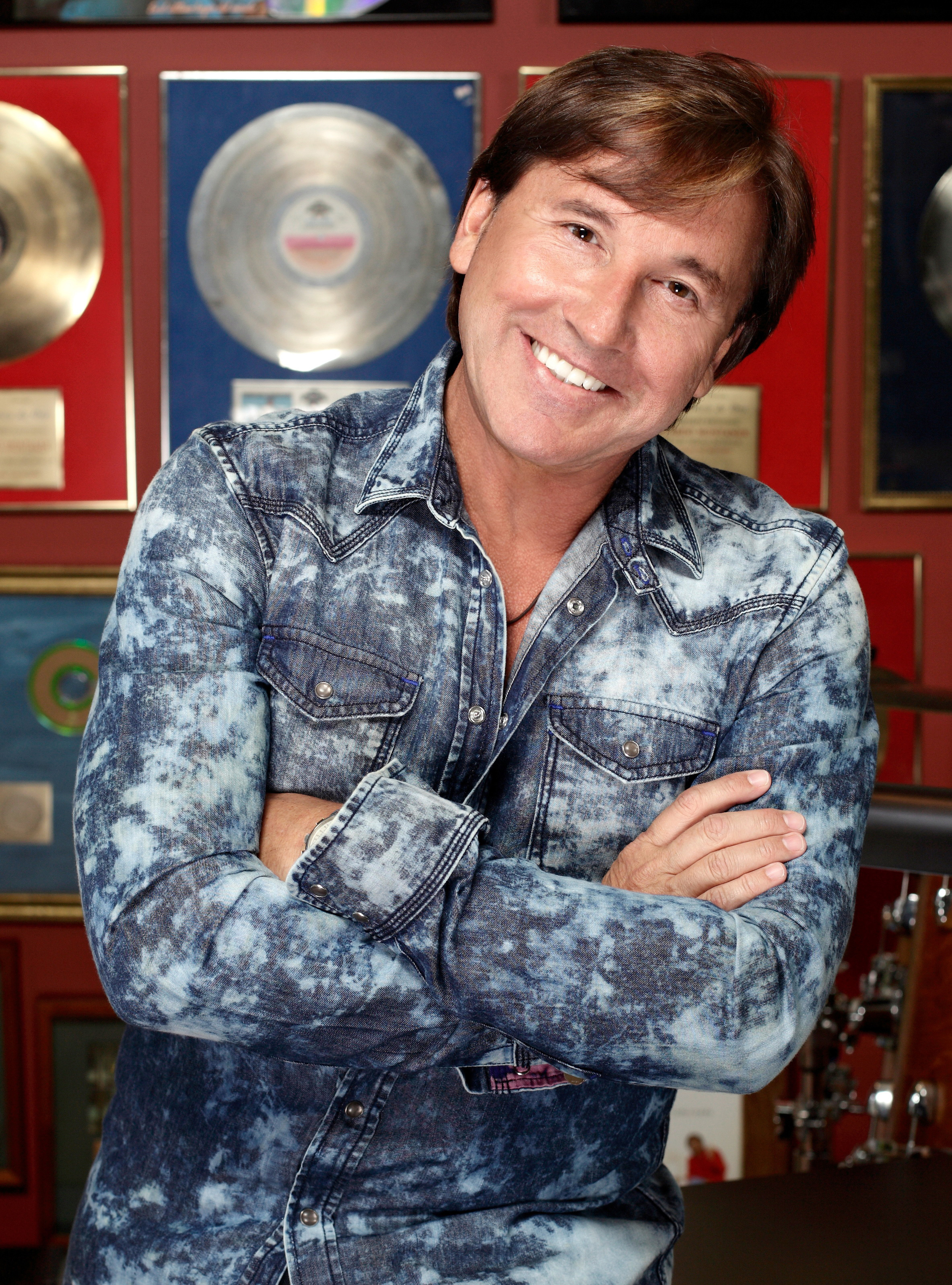
Ricardo Montaner
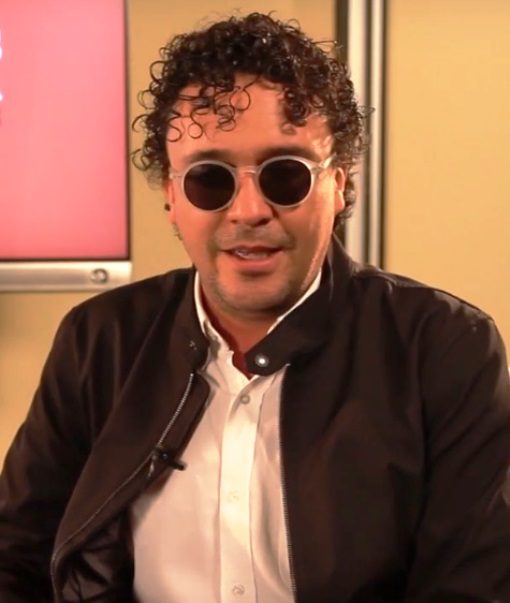
Andrés Cepeda
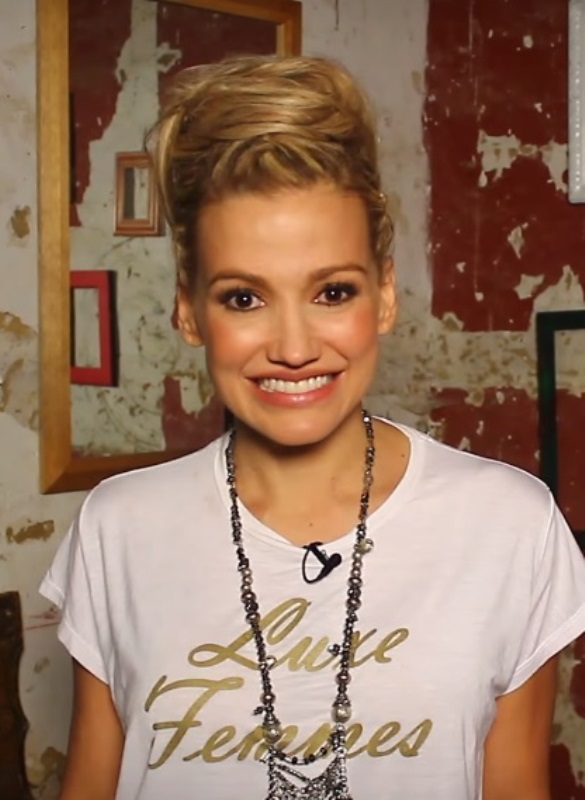
Fanny Lu

Juez suplente de La voz Colombia
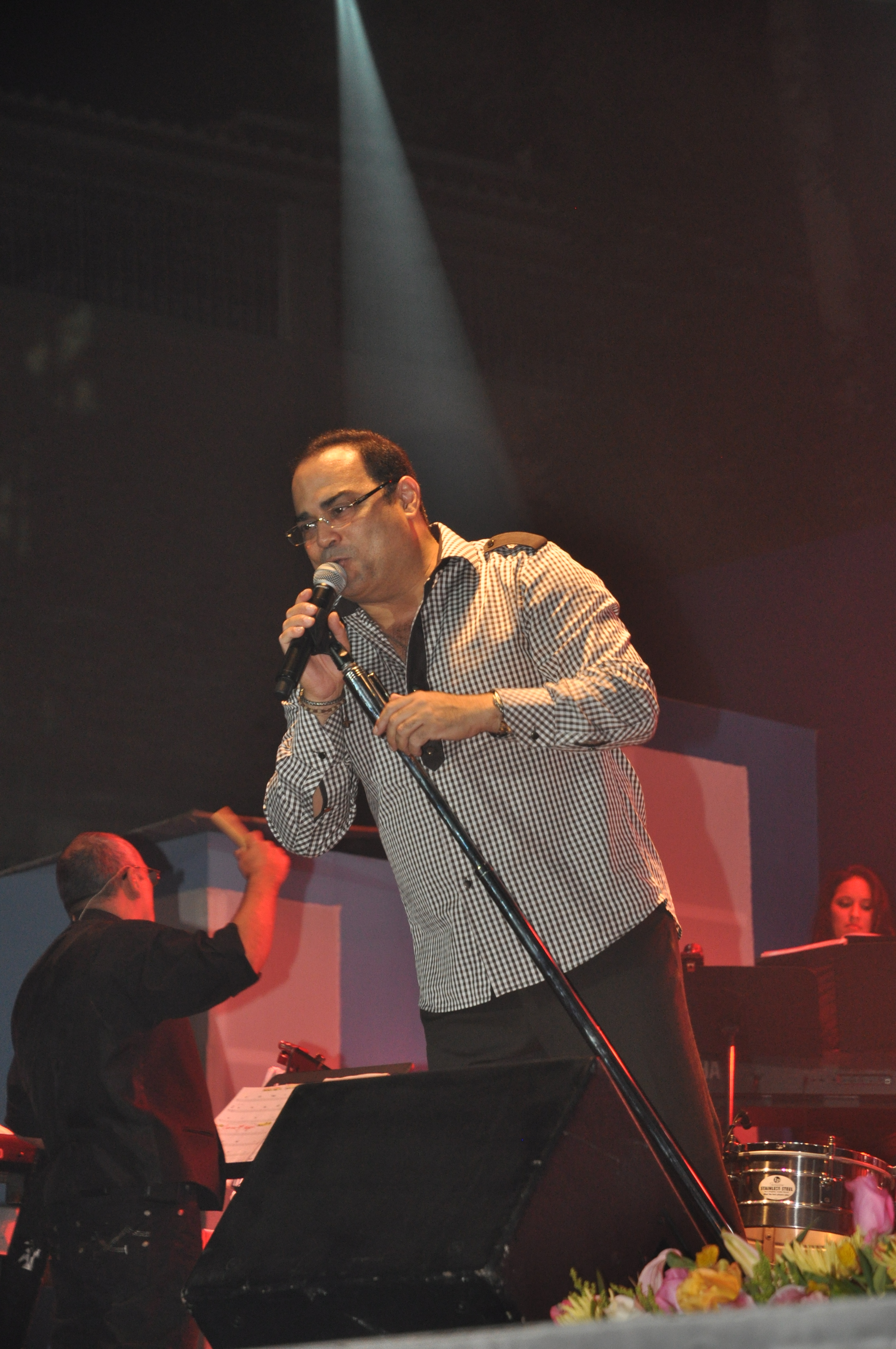
Gilberto Santa Rosa

## Finalistas por temporadas
– Juez ganador/Concursante. El ganador de la temporada está en negrita y subrayado.
     – Juez en Segundo Lugar/Concursante. Finalista aparece primero en la lista y en negrita.
     – Juez en Tercer Lugar/Concursante. Finalista aparece primero en la lista y en negrita.
     – Juez en Cuarto Lugar. Finalista aparece primero en la lista y en negrita.
| Temporadas | Participantes (con sus respectivos Jueces/Entrenadores.) | Participantes (con sus respectivos Jueces/Entrenadores.) | Participantes (con sus respectivos Jueces/Entrenadores.) | Participantes (con sus respectivos Jueces/Entrenadores.) |
| 1          | Ricardo Montaner | Andrés Cepeda | Carlos Vives | Fanny Lu |
| ---------- | --- | --- | --- | --- |
| 1          | - Miranda - - Ignacio Peña - - Ana María Villa - - Alejandro Preciado - - Joan Alarcón - - Dahyana Ríos - - Daniel Lema - - Orlando Hurtado - - Yohana Alvarado                  | - Victoria Castillo - - Víctor Rodríguez - - Julieth Rodríguez - - Nina Díaz - - Sebastián Trujillo - - Juan Manuel Coral - - Steven Arenas - - Patricia del Valle - - Angelo Milán | - Giovanna Giacometto - - Roxanna Restrepo - - Iván Camilo Quiroga - - Andrea Castellanos - - Juan Riveros - - Diana Ciliberti - - Ana Milena Quevedo - - Julián Villa - - Nicoyembe | - Andrea Flórez - - Andrés Parra - - Giovanny Gil - - Juan David Becerra - - Damián Torres - - Paola Vargas - - Pilar Cabrera - - Shadia Abdalá - - Carmen Antonilez          |
| 2          | Ricardo Montaner | Andrés Cepeda | Gilberto Santa Rosa | Fanny Lu |
| 2          | - Jessica Agualimpia - - Aura y Catherine Jiménez - - Jerónimo Hernández - - Andrea Orozco - - Carlos Manjarrés - - David Marulanda - - Esmeralda Carvajal - - Juan Manuel Güiza | - Camilo Martínez - - José Rodríguez - - Jorge "Coke" Estupiñan - Yesid "Jessi" Uribe - - Jair Santrich - - Annie McCausland - Mariana Gómez - - Fallon Camargo                     | - Anita Moreno - J. Cadenas - - María Angélica Chavarriaga - - Helder Balanta - - Diego Portilla - - Carlos Jaraba - - Leonardo Medina - - Estefanía "Nhya" Varela                   | - - Javier Rodríguez - - Laura Ballesteros - - Hugo "Junior" Bolívar - - Julian Diaz - - Leonela Mosquera - - Reinel Valencia - - Bryan Visbal - - Juan Carlos Angel "Angelo" |

- En la segunda temporada, en la etapa de los Shows en Vivo, el formato sufrió algunos cambios, entre ellos el hecho de que cualquier entrenador podría llegar sin participante hacia la final, quedando Gilberto Santa Rosa con dos finalistas a la última gala y provocando que Fanny Lu llegara sin finalista.

## Resumen
| Temp. | Inicio                   | Final                   | Ganador         | Subcampeón         | Tercer lugar        | Cuarto lugar  | Coach Ganador    | Conductor         | Backstage   | Coaches (orden de las sillas) | Coaches (orden de las sillas) | Coaches (orden de las sillas) | Coaches (orden de las sillas) | Cadena |
| Temp. | Inicio                   | Final                   | Ganador         | Subcampeón         | Tercer lugar        | Cuarto lugar  | Coach Ganador    | Conductor         | Backstage   | 1                             | 2                             | 3                             | 4                             | Cadena |
| ----- | ------------------------ | ----------------------- | --------------- | ------------------ | ------------------- | ------------- | ---------------- | ----------------- | ----------- | ----------------------------- | ----------------------------- | ----------------------------- | ----------------------------- | ------ |
| 1     | 1 de octubre de 2012     | 20 de diciembre de 2012 | Miranda         | Victoria Castillo  | Giovanna Giacometto | Andrea Flórez | Ricardo Montaner | Carlos Ponce      | Linda Palma | Vives                         | Fanny                         | Ricardo                       | Cepeda                        |        |
| 2     | 23 de septiembre de 2013 | 18 de diciembre de 2013 | Camilo Martínez | Jessica Agualimpia | Anita Moreno        | J. Cadenas    | Andrés Cepeda    | Alejandro Palacio | Linda Palma | Gilberto                      | Fanny                         | Ricardo                       | Cepeda                        |        |

## Temporadas

### Episodios
| Temporada | Temporada | Episodios en Colombia | Colombia                 | Colombia                | Ecuador               | Ecuador             |
| Temporada | Temporada | Episodios en Colombia | Comienzo                 | Final                   | Comienzo              | Final               |
| --------- | --------- | --------------------- | ------------------------ | ----------------------- | --------------------- | ------------------- |
|           | 1         | 59                    | 1 de octubre de 2012     | 20 de diciembre de 2012 | 20 de octubre de 2013 | 29 de marzo de 2014 |
|           | 2         | 59                    | 23 de septiembre de 2013 | 19 de diciembre de 2013 | 20 de octubre de 2013 | 29 de marzo de 2014 |

## Premios y nominaciones

### Premios India Catalina
| Año  | Categoría                                            | Concurso/Presentador | Canal              | Resultado |
| ---- | ---------------------------------------------------- | -------------------- | ------------------ | --------- |
| 2014 | Mejor Programa Concurso                              | La voz... Colombia   | Caracol Televisión | Ganador   |
| 2014 | Mejor presentador(a) de programas de entretenimiento | Linda Palma          | Caracol Televisión | Nominada  |
| 2013 | Mejor Programa Concurso                              | La voz... Colombia   | Caracol Televisión | Ganador   |

### Premios TVyNovelas
| Año  | Categoría                | Concurso/Presentador/Jurado | Canal              | Resultado |
| ---- | ------------------------ | --------------------------- | ------------------ | --------- |
| 2014 | Mejor reality o concurso | La voz... Colombia          | Caracol Televisión | Ganador   |
| 2014 | Mejor Jurado Favorito    | Andrés Cepeda               | Caracol Televisión | Ganador   |
| 2014 | Mejor Jurado Favorito    | Fanny Lu                    | Caracol Televisión | Nominada  |
| 2014 | Mejor Jurado Favorito    | Ricardo Montaner            | Caracol Televisión | Nominado  |

### Premios Talento Caracol
| Año                                   | Categoría                | Concurso/Presentador | Canal! Resultado |
| ------------------------------------- | ------------------------ | -------------------- | ---------------- |
| 2014                                  |                          |                      |                  |
| Mejor Concurso o Reality              | Mejor Concurso o Reality | Nominado             |                  |
| Mejor Presentadora de Entretenimiento | Linda Palma              | Nominada             |                  |
| Mejor Presentador de Entretenimiento  | Alejandro Palacio        | Nominado             |                  |
| 2013                                  |                          |                      |                  |
| Mejor Concurso o Reality              | Mejor Concurso o Reality | Ganador              |                  |
| Mejor Presentadora de Entretenimiento | Linda Palma              | Ganadora             |                  |
| Mejor Presentador de Entretenimiento  | Carlos Ponce             | Ganador              |                  |

### Nickelodeon Kids Choice Awards
| Año  | Categoría        | Concurso/Presentador/Jurado | Resultado |
| ---- | ---------------- | --------------------------- | --------- |
| 2014 | Reality Favorito | La voz... Colombia          | Nominado  |